# Browar Książęcy w Tychach
Browar Książęcy – największy w Polsce browar przemysłowy mieszczący się w Tychach. Należy do Kompanii Piwowarskiej.

## Historia browaru

### Początki browaru
Browar powstał na początku XVII wieku na terenie obszaru dworskiego należącego do pszczyńskiego rodu Promniców. Po raz pierwszy wymieniony został w 1613 roku. Kolejny przekaz o browarze pochodzi z urbarza państwa pszczyńskiego z 1629 roku, który obok browaru wymienia również słodownię: "Ten folwark posiada znaczne prawo piwowarskie, można tu co tydzień piwo warzyć, przynosi przeto znaczną korzyść. Przytem słodownia, browar z miedzianym kotłem i wszelkiemi naczyniami warzelnymi; może być bardzo dobrze wykorzystany także dla bydła i innych potrzeb." W 1825 r. Pszczyna, do tej pory stolica Wolnego Państwa Stanowego, została księstwem, a w 1861 r. Jan Henryk XI Hochberg, książę pszczyński przejął od Promniców folwark z browarem i jeszcze w tym samym roku rozpoczął budowę nowego i nowoczesnego zakładu z warzelnią, chłodnią, słodownią, młynem, suszarnią i lodownią.

### Do roku 1922
W początkowym okresie piwo było dostarczane do karczm i Zamku Pszczyńskiego. W XIX wieku nastąpił szybki rozwój browaru. Wybudowanie linii kolejowej Warszawa-Wiedeń stworzyło bardzo korzystne warunki rozwoju. W 1824 roku piwo produkowane w tym browarze zaczęto butelkować. W latach 1861–1863 w pobliżu pierwszego, wybudowano drugi browar, który wyposażony był w maszynę parową o mocy 16 KM. W 1890 roku w Browarze Książęcym wprowadzono oświetlenie elektryczne i dodano maszynę parową o mocy 40 KM oraz wybudowano oczyszczalnię ścieków. W roku 1893 pojawiła się linia kolejowa Browar-Dworzec kolejowy.

### Lata 1922-1945
W roku 1922 Browar Książęcy znalazł się na ziemiach polskich. W okresie międzywojennym rósł popyt na piwo, dlatego inwestowano w browary. Po roku 1926 w Polsce upowszechniło się piwo marki "Książęce Tyskie".
Po zajęciu Tychów przez wojska niemieckie 3 września 1939 roku, zmieniono nazwę Browaru Książęcego na "Fürstliche Brauerei A. G. In Tichau". Wraz z zakończeniem okupacji 27 stycznia 1945 roku Browar Książęcy został przejęty przez pracowników. 1 lutego 1945 został znacjonalizowany, by po dokonaniu niezbędnych napraw wznowić produkcję 6 marca 1945 roku.

### Po 1945 roku
Po wojnie rozpoczęła się gruntowna modernizacja browaru, wymiana osprzętowienia i rozbudowa budynku browaru. Efektem tych modernizacji był wzrost produkcji piwa od 402 tys. hektolitrów w 1950 r. do 899 tys. hektolitrów w 1973 r. W roku 1973 rozpoczął się eksport piwa. W roku 1989 Browar Książęcy musiał dostosować się do nowych warunków i przestawić się na gospodarkę rynkową. W latach 90. XX wieku browar był nadal modernizowany. Od roku 1996 Browar Książęcy przejęły dwie zagraniczne firmy.
Pod koniec lat 90. XX wieku wybudowano nowy budynek, będący rozlewnią oraz centrum sprzedaży i obsługi klienta. W roku 1999 Tyskie Browary Książęce połączyły się ze spółką Lech Browary Wielkopolski tworząc Kompanię Piwowarską.

## Browar dziś
Dziś Browar Książęcy rozwija coraz bardziej kampanię reklamową, a piwo "Tyskie" zdobywa nowe rynki zbytu. Przeprowadzane są dalsze modernizacje. W 2004 roku ponownie rozbudowano Browar, co pozwoliło zwiększyć produkcję piwa przy zachowaniu surowych wymagań jakościowych. Przy browarze działa Muzeum Tyskich Browarów Książęcych.